# ناوكي يوشيدا
ناوكي يوشيدا (باليابانية: 吉田直樹؛ بالكانا: よしだ　なおき) هو منتج ألعاب فيديو ياباني، ولد في 1 مايو 1973.

## وصلات خارجية
- ناوكي يوشيدا على موقع IMDb (الإنجليزية)
- ناوكي يوشيدا على موقع ميوزك برينز (الإنجليزية)